# Mary MacKillop
Mary MacKillop, också känd som Mother Mary of the Cross, född 15 januari 1842 i Melbourne, död 8 augusti 1909, var en australiensisk nunna. Hon var den första australiensaren som blev saligförklarad och helgonförklarad. Det blev hon när påven Johannes Paulus II saligförklarade henne i Sydney 19 januari 1995. Hon blev helgonförklarad av påven Benedictus XVI i en officiell ceremoni den 17 oktober 2010. Tillsammans med prästen Julian Tenison Woods grundade hon 1866 orden «Sisters of St Joseph of the Sacred Heart» (engelska för Sankt Josefs systrar av det heliga hjärtat), eller Josephites och Brown Joeys som de också kallas.
I allt sitt arbete var MacKillop upptagen av att ge utbildning och hjälp till de svagaste i det australiensiska samhället. I en tid när landets utbildningsnivå var mycket låg byggde hon upp en nunneorden som etablerade många skolor för fattiga barn. Hon grundade den första katolska gratisskolan i landet och var mycket central i arbetet med att bygga upp ett katolskt skolväsen vid sidan av det offentliga. 
Inom kyrkan var MacKillop en kontroversiell figur, delvis på grund av sitt samarbete med fader Woods. Kontroverserna nådde en höjdpunkt när hon 1871 blev bannlyst av biskop Laurence Bonaventure Sheil, och nunnorna i hennes orden förbjöds att ha kontakt med henne. Bannlysningen upphävdes av Sheil på hans dödsbädd, och hon friades också av en granskning som Vatikanen gjorde. 
Hon är en av mycket få helgon som varit bannlysta av kyrkan. Före helgonförklarandet godkände Vatikanen två mirakel som ska ha skett efter förbön av henne. Vid båda tillfällena ska det vara personer som hade blivit helade från cancer.    

## Biografi

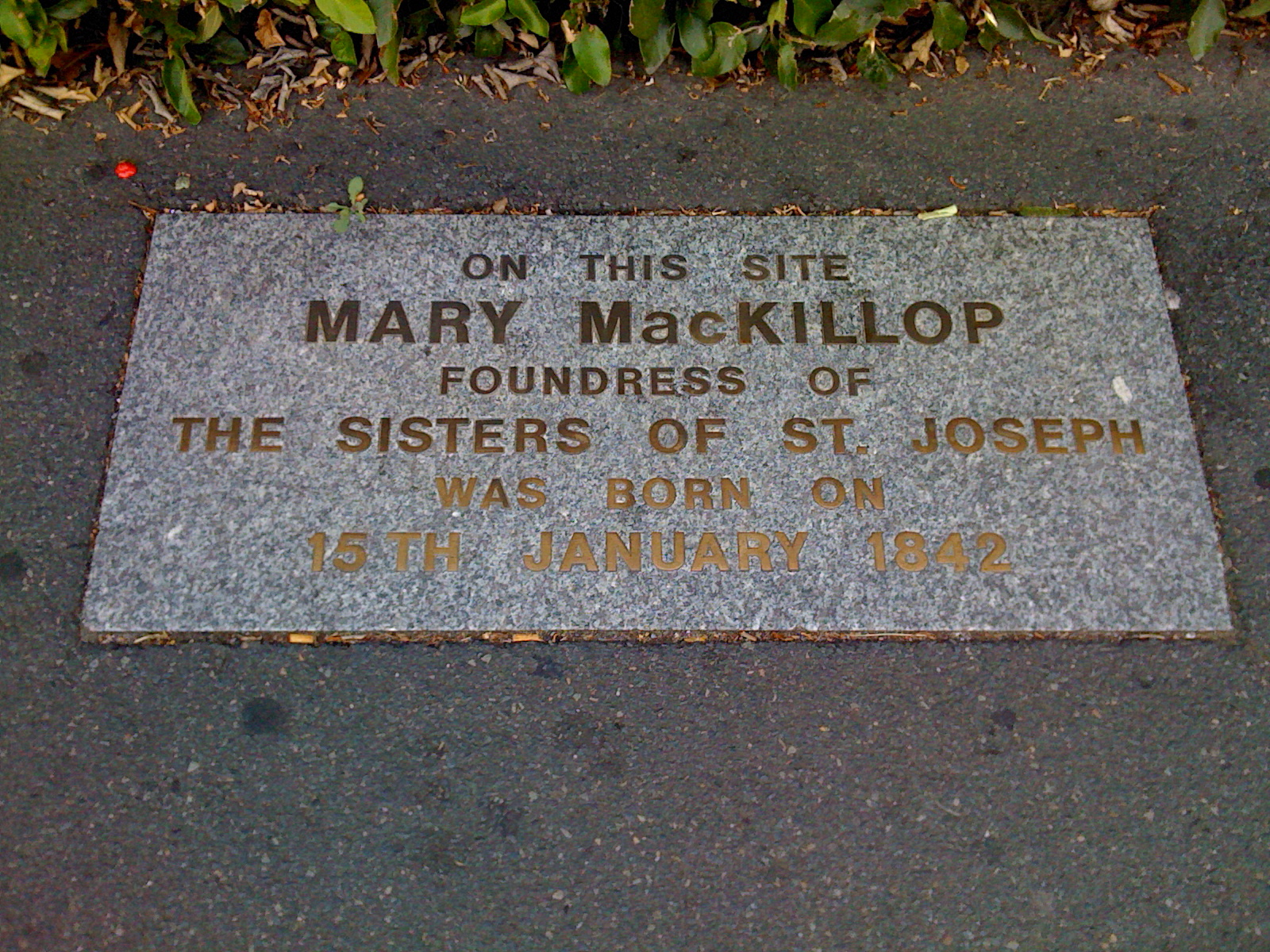
Minnessten i gatan på den plats där Mary MacKillop föddes

MacKillops föräldrar kom ursprungligen från Skottland och båda var katoliker. Fadern Alexander hade studerat teologi i Rom i avsikt att bli präst. Men han hoppade av studierna precis innan han skulle prästvigas och for till Australien. Han kom till Sydney år 1838. Modern, Flora MacDonald, kom till Melbourne år 1840. Föräldrarna gifte sig i Melbourne den 14 juli 1840. Mary  föddes i Fitzroy, en förstad till Melbourne som den äldste av åtta barn. Barndomen präglades av faderns bristande känsla för ekonomi, och hon beskrev den själv som olycklig. Familjen flyttade omkring mycket, och hon gick bara i skolan när ekonomin tillät det. Fadern var välutbildad, så han undervisade barnen själv, vilket gjorde att de inte blev helt utan skolgång. När Mary var 9 år gammal, pantsatte fadern gården och boskapen och for till Skottland under 17 månader, och från att hon var 16 år gammal var hon familjens huvudförsörjare.
Redan som åttaåring gick hon i nattvarden för första gången, och det sägs att hon som ung kände Guds närvaro mycket starkt och att hon kände sig kallad till ett liv i fattigdom och tjänande. Hon gick ett tag i en skola som drevs av De barmhärtiga systrarna i Sydney, och de var villiga att ta in henne som postulant, det första stadiet i processen för att bli upptagen i ett kloster, när hon blev tillräckligt gammal. Men på grund av familjens ekonomi var det inte aktuellt. Från att hon var 14 år måste hon arbeta för att försörja familjen. Först arbetade hon i en pappersaffär i Melbourne, men snart blev hon guvernant på en gård som tillhörde en faster och farbror (eller moster och morbror) i Penola i Sydaustralien. Hon hade bland annat ansvar för att ge barnen undervisning, och undervisade samtidigt andra barn i området. Detta gjorde att hon blev bekant med prästen Julian Tenison Woods, som bekymrade sig för den bristande skolgången och undervisningen, både religiöst och världsligt, i området.

### Bildandet av nunneorden
År 1863 flyttade MacKillop till Portland för att arbeta som lärare. Hon hyrde ett hus och hoppades kunna öppna en internatskola. Resten av familjen anslöt sig också till henne. Det projektet gick om intet, huvudsakligen på grund av att hennes far förbrukade de pengar som hon skulle använda till skolan. Hon blev kvar i Portland fram till 1866, när hon på uppmaning av Julian Woods öppnade en katolsk internatskola för flickor i Penola tillsammans med sina systrar Annie och Lexi. Den här skolan blev den första katolska friskolan i Australien, där eleverna fick undervisning oavsett betalningsförmåga. Det första skolåret hade de runt femtio elever. Skolan skilde sig tydligt från sekulära skolor, och MacKillop sa att arbetet med skolan startades av Gud för att utplåna den världsliga andan i utbildningen i våra skolor.
Detta var ett svar på Woods bekymmer för skolgången i området, och blev början på orden «Sankt Josefs systrar av Jesus heliga hjärta». Grundandet av orden anses ha skett våren 1866, när hon kom tillbaka till Penola, och gruppen manifesterade sitt grundande den 19 mars, minnesdagen för Josef. Orden skulle dedikeras till att ge fattiga barn hjälp och utbildning, och själv leva i fattigdom. Den är den första orden som bildats av en australiensare. Orden hade ursprungligen en svart dräkt, men eftersom den svarta färgen bleknade så fort i den australiensiska solen, byttes dräkten snart till en brun dräkt med ett mörkblått broderat monogram.
År 1866 blev Woods utnämnd till biskopens privatsekreterare och ansvarig för skolorna i stiftet, vilket efterhand skulle leda till djup oro i prästerskapet inom stiftet. Han kallade 1867 Mary och Rose Cunningham, en ung kvinna som hade arbetat på skolan i Penola från början, till att starta en skola i Adelaide. Här skulle de också upptas som nunnor. I Adelaide träffade de Josephine McMullen som hade varit novis hos De barmhärtiga systrarna på Irland och drev en privatskola i staden. Hon gav sin egendom till den nya skolan och anslöt sig till den. Snart startade undervisningen och skolan hade efter en kort tid 200 elever mellan 8 och 18 år.
Den 15 augusti 1867 avlade Mary de första löftena och fick ordensnamnet «Mary of the Cross» (M. av korset). Hon fick också titeln «Mother Superior» i orden «Sankt Josefs systrar av Jesus heliga hjärta».  Med sig hade hon då i Adelaide tre noviser som var erfarna lärare. Snabbt anslöt sig flera kvinnor till dem som postulanter, och gruppen uppnådde ett antal av trettio nunnor. Tillsammans med Woods utvecklade hon reglerna for orden. De lade tonvikt på frivillig fattigdom och att låta sig styras av Guds vilja. Under den perioden uppstod också split mellan Mary och Woods, när hon misstyckte om hur han behandlade noviserna. Han uppmuntrade två noviser som menade att de hade fått visioner av Gud, vilket Mary menade inte stämde.
Man grundade så ett kloster i förstaden Kensington utanför Adelaide, och därifrån växte och spred sig rörelsen till hela Australien och New Zealand. Två år efter att Mary hade kommit till Adelaide stod 17 skolor under hennes ledning. Systrarna bedrev också ett humanitärt arbete vid sidan av undervisningen. Detta var särskilt inriktat mot de svagaste i samhället, såsom föräldralösa barn, kvinnor i farozonen, sjuka och gamla. De tog inte betalt för det de gjorde, och var helt beroende av gåvor. Orden växte snabbt, och efter fem år omfattade den 120 nunnor. Samtidigt med den snabba tillväxten, uppkom också ett betydande motstånd mot orden. Det kom både från den antikatolska miljön i delstaten som de arbetade i och från personer internt inom kyrkan. Delstaten Sydaustralien, var bara runt trettio år gammal på den tiden, och när den hade utropats hade man sagt att «no Irish or Papists need apply» (ingen irländare eller katolik behöver ansöka om medlemskap). Så det motståndet var inte oväntat. Det var däremot det motstånd man mötte internt i kyrkan.
År 1869 avgav Mary ett högtidligt löfte, och samma år for hon iväg tillsammans med flera andra systrar för att etablera orden också i Brisbane.

### Bannlysning
I början av 1870-talet tog sig motståndet form av problem för orden och Mary. Fader Woods hade efterhand blivit impopulär bland de andra prästerna i stiftet bland annat på grund av politiska skrifter och sitt förhållningssätt till fattigdom och statlig inblandning i undervisningen. Han hade också kommit med våldsamma profetior om andra prästers snara död, huvudsakligen präster som var motståndare till honom. Han hade blivit så impopulär att en av prästerna offentligt sa att han ville frånta honom hans ställning genom att angripa systrarna. Biskop Laurence Bonaventure Sheil hade varit i Rom på Första Vatikankonsiliet och kom tillbaka till ett stift som var präglat av konflikter. Han ville få full kontroll över MacKillops orden, och satte därför igång reformer inom den. 
Reformerna gick emot Marys visioner för orden, och hon skrev ett brev till biskopen där hon gav uttryck for sina bekymmer runt de reformer han införde. Den 22 september 1871 infann sig biskopen oannonserad i systrarnas hus i full biskopsskrud med mitra och stav. Inför alla systrarna deklarerade han där att Mary var  bannlyst på grund av olydnad och upproriskhet och att alla som hade mer med henne a göra skulle få samma straff. Detta ledde till att orden nästan helt upplöstes och merparten av deras skolor lades ned. Vid den tidpunkten fanns det 85 katolska skolor i stiftet. 35 av dem drevs av Marys orden.
MacKillop lämnade klostret och bodde ett halvt år hos vänner utanför Adelaide. Inom loppet av några få veckor hade de flesta av nunnorna antingen utvisats eller lösts från sina klosterlöften. Deras kloster övertogs av en annan grupp. Mary fick veta genom vänner att bannlysningen var ogiltig eftersom den inte hade genomgått en riktig process innan den deklarerades. Men hon såg på detta som något som Gud hade lagt på henne och ville inte protestera. Biskop Sheil led av dålig hälsa, och dog den 1 mars 1872. Före sin död upphävde han bannlysningen och sa att han var förvillad av dåliga klerikala rådgivare. Efter hans död tillsattes en granskningskommite för att studera vad som hade skett i stiftet. Mary blev helt rentvådd från alla anklagelser, och fick också för första gången titeln superior för institutet. För biskop Sheil finns bannlysningen av henne kvar som ett bevis på hans felaktiga kontroll av stiftet.

### Resa till Rom och approbation
I mars 1873 sändes Mary till Rom för att få godkännande av orden från Den heliga stolen. Hon hade flera audienser med påven Pius IX som gav henne mycket uppmuntran. Av myndigheterna i Vatikanen fick hon beskedet att orden skulle komma att bli erkänd efter en prövoperiod, och efter att ett modifierat regelverk för orden hade utarbetats. I det nya regelverket blev bland annat fattigdomsregeln ändrad lite, och systrarna uppmanades att äga sina egna kloster i stället för att hyra dem. Woods reagerade starkt på att den ursprungliga regeln inte hade blivit godkänd och anklagade MacKillop för att inte ha gjort tillräckligt för att få den godkänd. Detta ledde till en permanent brytning mellan dem. Den slutgiltiga approbationen av orden gavs år 1888 av påven Leo XIII.
Medan hon var i Europa reste hon också runt i England, Skottland och Irland för att samla in pengar till skolorna i Australien. Hon besökte också så många skolor som möjligt för att se nya undervisningsmetoder.
I januari 1875 kom hon tillbaka till Australien. Med sig hade hon då böcker och utrustning till skolorna och klosterbiblioteket, två präster och 15 irländska postulanter. I mars hölls ordens första generalkapitel i Adelaide, och Mary blev enhälligt vald till den förste generalsuperior. Inte ens med godkännandet från Rom försvann det interna motståndet inom kyrkan. Å 1877 hade orden runt 40 skolor i och runtom Adelaide. De många skolorna som uppfördes gjorde att hon kom i konflikt med biskopar som ville ha stiftskontrollerade skolor i stället för skolor kontrollerade av en orden.

### Nya problem och en ny utredning
Å 1877 blev Roger Vaughan ärkebiskop i Sydney, vilket gjorde det lättare för Mary och de andra i  orden. Med honom i ledningen, hade hon också stöd från biskop Reynolds i Adelaide, men när Vaughan dog 1883 vände sig Reynolds mot Mary och orden. Han utvisade dem från stiftet, och fick dem också utvisade från grannstiftet, och han anklagade Mary för alkoholism och för att ha en stor skuld. Ingen av de här anklagelserna stämde, vilket blev klargjort när den nye ärkebiskopen i Sydney satte igång en utredning av Mary utifrån anklagelserna från biskop Reynolds. En rapport som friade henne sändes till Rom, där den av hänsyn till biskopen och kyrkans rykte gömdes undan, vilket senare orsakade en paus på omkring 20 år för saligförklaringen av Mary, när man inte kunde finna något som friade henne från anklagelsern som framställdes mot henne. Orden måste på grund av problemen med biskopen flytta ut från sitt huvudhus i Adelaide, och flyttade först till Sydney, innan de etablerade sig i Nya Zeeland där Mary uppehöll sig de tre följande åren.
Å 1887 blev hon av Rom avsatt som generalsuperior, när de uppdagade att tiden för hennes tillförordnande hade gått ut. Hon fick tillbaka denna position när den efterföljande generalsuperioren dog 1898, och behöll den till sin död, trots en hjärnblödning som förlamade henne på höger sida och gjorde henne rullstolsbunden resten av livet.

### Sjukdom och död

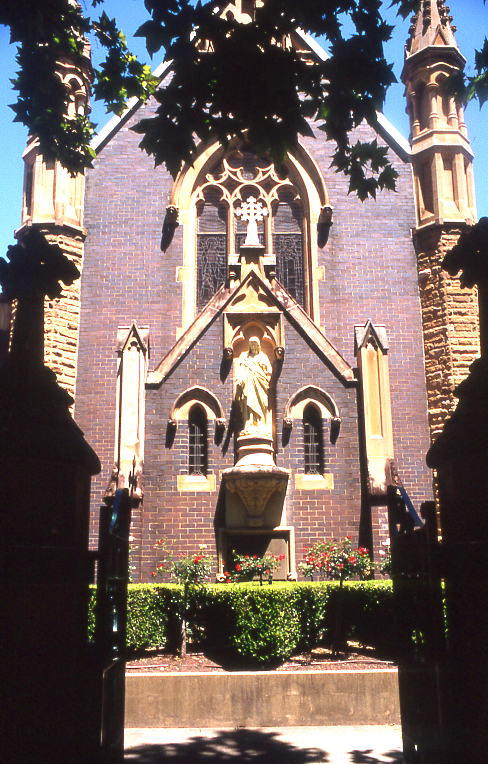
Mary MacKillop-kapellet i Sydney.

MacKillop plågades svårt av sjukdom, och var under perioder tvungen att döva sina smärtor med alkohol, vilket kanske var en förklaring till anklagelserna om alkoholism. Mot slutet av livet blev smärtorna värre. Hon var plågades av reumatism förutom av hjärnblödningen som gjorde henne beroende av rullstol.
Hon dog i systrarnas kloster i Sydney den 8 augusti 1909, och det var 73 präster i hennes requiemmässa som leddes av kardinal Francis Patrick Moran. Hon gravsattes på Gore Hill Cemetery, men flyttades 1914 till ett kapell i systrarnas kloster i Sydney.
Kort tid efter hennes död uppstod en andaktskult runt henne och graven. Folk rörde vid hennes kropp med rosenkransar och andra föremål och tog med sig jord från graven, innan hon hade flyttats. Detta var mycket speciellt i ett land utan helgontraditioner. År 1925 togs de första stegen för att få henne helgonförklarad. Men processen stannade upp 1931, och ingenting hände förrän 1954, då ett dekret utställdes, som sa att ingen av hennes skrifter, vilka man för övrigt har mycket få av, var i strid med den katolska läran. I februari 1973 öppnades fallet officiellt, och den 13 juni 1992 fick hon titeln Venerabilis (ärevördig). År 1993 godkände påven Johannes Paulus II ett mirakel som ska ha skett som följd av hennes förbön, då en kvinna som var döende i blodcancer blev mirakulöst frisk, och den 19 januari 1995 blev hon saligförklarad av samma påve, Johannes Paulus II under ett besök han gjorde i Sydney.
I december 2009 godkände påven Benedictus XVI ett ytterligare mirakel som följd av hennes förbön. Också denna gång ska en kvinna ha blivit helad från cancer. Hon blev helgonförklarad i en ceremoni den 17 oktober 2010 och blev därmed Australiens första infödda helgon.

### Samlingar av Mary MacKillops brev
- Mary MacKillop and Flora, redigerad av Sheila McCreanor, Sisters of St Joseph of the Sacred Heart, 2004, ISBN 0-9579976-2-0.
- Mary MacKillop in Challenging Times, redigerad av Sheila McCreanor, Sisters of St Joseph, 2006, ISBN 978 0 957997 69 1.

### Om Mary MacKillop
- Osmund Thorpe, Mary McKillop: The Life of Mother Mary of the cross, Foundress of the Sisters of St. Joseph of the Sacred Heart. – London: Burns & Oates, 1957
- William Modystack, Mary MacKillop. A Woman Before Her Time. – Adelaide: Rigby, 1982
- Paul Gardiner, Mary MacKillop: An Extraordinary Ausralian. – EJ Dwyer, 1994